# Ouidah
Ouidah, històricament esmentada com Whydah (anglesos), Juda (holandesos), Juida (francesos) i Ajudá (portuguesos), formalment Regne de Whydah (així anomenat pel ocell del Paradis Whydah), és una ciutat a la costa Atlàntica de la República de Benín. La comuna cobreix una àrea de 364 km2 (141 sq mi) km² i una població (2002) de 76.555 persones.

## Història
En la tradició local Kpase és el suposat fundador de la ciutat. Això probablement va passar cap al final del segle xvi. La ciutat era al principi coneguda com a Glēxwé, literalment 'Casa Granja', i era part del Regne de Whydah.
Les tropes de Whydah van penetrar cap a l'interior africà, capturant milions de persones a través de guerres tribals, i venent-los als europeus i àrabs. El 1716, quan el gran vaixell esclau anglès Whydah Gally va arribar per adquirir 500 esclaus al rei Haffon per vendre'ls a Jamaica, el Regne de Whydah ja havia esdevingut el segon port d'esclaus més gran del comerç Triangular.
El Regne era governat pel rei Haffon, qui va rebre la seva corona com un regal de Portugal, fins que, el 1727, el Regne de Whydah va ser capturat per les forces del rei Agaja de Dahomey. El 19 de març de 1727, el Boston Newsletter donava aquest horrible informe:
Whydah: al començament d'aquest mes, Agaja el rei de Dahomey va baixar inesperadament amb un exèrcit cap a la costa i aviat va esdevenir mestre d'aquest lloc, i del país adjacent [Allada]; la defoliació que va seguir era tan gran, que és impossible de ser representada! La factoria a Saber, abans seu del rei i seu del comerç, va ser cremada completament, i dins d'ell una quantitat gran de mercaderies. Quaranta europeus van ser agafats com a captius sent portats al campament del rei de Dahomey a Ardrah, però després d'haver-hi estat detinguts aproximadament 14 dies, set d'ells van ser alliberats i ara estan retornant aquí; van donar un melancòlic compte del seu tractament. Aquest país, el qual era el més tranquil en totes aquestes terres, està avui dia assolat pel foc i l'espasa, i ha esdevingut un desert!"
La terra que va constituir el regne de Whydah esdevingué simplement una ciutat del regne de Dahomey. Els portuguesos, anglesos, holandesos i francesos van construir forts a la ciutat per protegir els seus interessos sobre els esclaus. Els portuguesos havien arribat a la ciutat que van anomenar Ajudá el 1580 i el Fort portuguès de São João Baptista de Ajudá (avui dia convertit en el Museu de Ouidah) data de 1721 i va restar en mans de Portugal fins al 31 de juliol de 1961.

## Forts europeus
Vegeu São João Baptista de Ajudá (Portugal), Fort Williams (Anglaterra), Fort Saint Louis (França)

## Demografia
L'evolució de població de Ouidah és la següent:
| Any              | Població |
| ---------------- | -------- |
| 1979             | 25.459   |
| 1992             | 64.433   |
| 2002             | 77.832   |
| 2008 (estimació) | 90.042   |

## Llocs
Les atraccions a Ouidah inclouen una mansió restaurada d'esclavistes brasilers, La Maison du Brésil (galeria d'art), un temple dedicat a la serp vodú, una basílica de principis del segle XX i el Bosc Sagrat de Kpasse on hi diverses estàtues de bronze.
La Ruta dels Esclaus, per la que els esclaus eren portats a la platja, té diversos monuments i estàtues, incloent la Porta de Sense Retorn, un arc commemoratiu.
El Mercat Central de Ouidah, el qual va ser establert per escoltes fa més de 20 anys, entrena persones joves en habilitats agrícoles, ajudant a invertir l'èxode cap a les ciutats.
Ouidah és la capital espiritual de la religió Vodú, i és amfitriona d'una conferència internacional anual de Vodú.
Altre llocs inclouen la catedral, la basílica de la Immaculada Concepció i el Museu d'Història.

## Patrimoni mundial
Aquest lloc va ser afegit per la UNESCO a la llista provisional de Patrimoni Mundial (o Patrimoni de la Humanitat) el 31 d'octubre de 1996 en la categoria Cultural.